# نورهود
نورهود (به انگلیسی: The Neverhood) (که در ژاپن با عنوان کلیمن کلیمن Klaymen Klaymen منتشر شد) یک بازی ویدئویی در سبک ماجراجویی گرافیکی است که در سال ۱۹۹۶ برای مایکروسافت ویندوز توسط شرکت نورهود ساخته شده و استودیو دریم‌ورکز اینتراکتیو نیز آن را منتشر کرده‌است. ویژگی‌های بارز این بازی که آن را از بازی‌های دیگر جدا می‌سازد پویانمایی خمیری، و موسیقی زیبایی آن است که توسط تری اسکات تیلور برای این بازی ساخته شده‌است.
نورهود توانست نظر منتقدان را جلب کند ولی با این حال آمار تجاری قابل توجه‌ای کسب نکرد، دلیل این ناموفقیت را می‌توان منتشر شدن بازی در اواسط دهٔ ۹۰ میلادی آن هم در شرایط کمبود بازی‌های ماجرایی و وجود رقبای سرشناسی همچون گریم فانداگو دانست. دنبالهٔ این بازی در سال ۱۹۹۸ برای کنسول پلی‌استیشن با نام Skullmonkeys منتشر شد در حالی که بر خلاف نسخهٔ اول آن، این بازی در سبک بازی‌های ماجرایی جایی نداشت. دنباله معنوی این بازی تحت عنوان آرمی‌کراگ در سپتامبر ۲۰۱۵ عرضه شد.

## موضوع اصلی
کلیمن شخصیت اصلی و قابل کنترل داستان است. او شبیه به موجودی انسان‌نما از جنس خمیر است که لوله‌ای کوتاه و قهوه‌ای رنگ بر روی سرش دارد. او لباسی قرمز رنگ دارد که ۳ دکمه بر رویش قرار دارد و با فشردن کلیدهای چپ یا راست، در کوچکی بر روی شکمش باز می‌شود که به عنوان محفظه‌ای برای ذخیرهٔ اقلام استفاده شده در بازی به کار برده می‌شود. بازی او را با عنوان نورهود در میان معماها و فرار از موقعیت‌های دشوار و پیچیده برای کشف رازها قرار می‌دهد. او فردی کنجکاو و شاد است. او با کمک آفریدگار نورهود (هوبورگ)، یا نورهود را از خواب عمیق و نقشه‌های پلید Klogg نجات می‌دهد یا اینکه با انتخاب بازی کننده در تصمیم‌گیری آخر، تاج را به نجات نورهود ترجیح داده و آن را بر روی سر خود می‌گذارد. کلیمن تا قبل از اینکه هوبورگ را از خواب و طلسم Klogg بیدار و خود را به او معرفی کند، در طول بازی هیچ سخنی نمی‌گوید.
داستان نورهود (نوشتهٔ داگلاس تن‌ناپل و مارک لورنزن) اشاره به خلق جهان نورهود دارد. این داستان شامل هشت کتاب مجزای ۳۸ صفحه‌ای است که در داخل دنیای بازی و روی دیوار حکاکی شده‌است که خواندن آن‌ها برای به اتمام رساندن بازی ضروری نیست. نورهود تحت امتیاز شرکت مایکروسافت منتشر شد و ۴۲٫۰۰۰ نسخه تا قبل از توقف فروشش، فروخته شد.

## نسخهٔ کنسول پلی‌استیشن
یک نسخهٔ تبدیل شده برای کنسول پلی‌استیشن از بازی با عنوان کلیمن کلیمن تنها برای ژاپنی زبان‌ها منتشر شد. این در حالی بود که نسخهٔ Skullmonkeys برای این جامعه بعدها با نام « کلیمن کلیمن ۲» منتشر گشت. در ادامهٔ این دوسری از بازی، Klaymen Gun-Hockey نیز برای پلی‌استیشن منتشر شد که به‌طور صرف بازی ورزشی تلقی می‌شد و از شخصیت‌های نورهود بهره می‌برد، و سازندگان اصلی نسخهٔ اول و Skullmonkeys هیچ نقشی در ساخت آن نداشتند.